# Король говорить!
«Коро́ль гово́рить!» (англ. «The King's Speech», Промо́ва короля́) — британський кінофільм, історична драма 2010 року режисера Тома Гупера з Коліном Фертом та Джефрі Рашем у головних ролях, а також за участю Гелени Бонем Картер, Дженніфер Елі, Майкла Гембона, Дерека Якобі, Гая Пірса та Тімоті Сполла.

## Сюжет
1925 року другий син британського короля Георга V, герцог Йоркський, Альберт на прохання свого батька виступає із заключною промовою на імперській виставці на стадіоні Вемблі перед присутніми глядачами і радіослухачами. Але виступ виходить жахливим, оскільки нервове заїкання змушує Альберта робити довгі паузи, при цьому частина його слів залишається незрозумілою для тисяч слухачів.
Дев'ять років по тому Берті, як зазвичай називають у родині Альберта, усе ще безуспішно намагається вирішити проблеми із заїканням, відвідуючи сеанси різних логопедів. Після ще одного невдалого сеансу він заявляє, що більше не буде ні в кого лікуватися від своєї недуги. Але одного разу його дружина Єлизавета Боуз-Лайон дізнається про австралійського фахівця Лайонела Лога, чиї методи хоч неортодоксальні і суперечливі, але приносять бажаний результат. Тоді вона звертається до Лога, називаючи себе місіс Джонсон, і просить приїхати до неї і зустрітися з чоловіком. Проте Лог відповідає, що всі без винятку пацієнти мають приходити до нього самі.
Єлизавета, вражена принциповістю Лайонела, з труднощами, але все ж таки вмовляє Альберта прийти на прийом. На першому сеансі Лог просить прочитати монолог «Бути чи не бути» з трагедії Вільяма Шекспіра «Гамлет», надягнувши на принца навушники, щоб той не міг чути свій голос. Альберт не вірив у те, що зможе прочитати все не запина́ючись, але прослухавши запис цього монологу, зрозумів, наскільки добре це у нього вийшло. Незабаром під ексцентричним керівництвом Лайонела у Берті вимальовується значний прогрес у подоланні недуги.

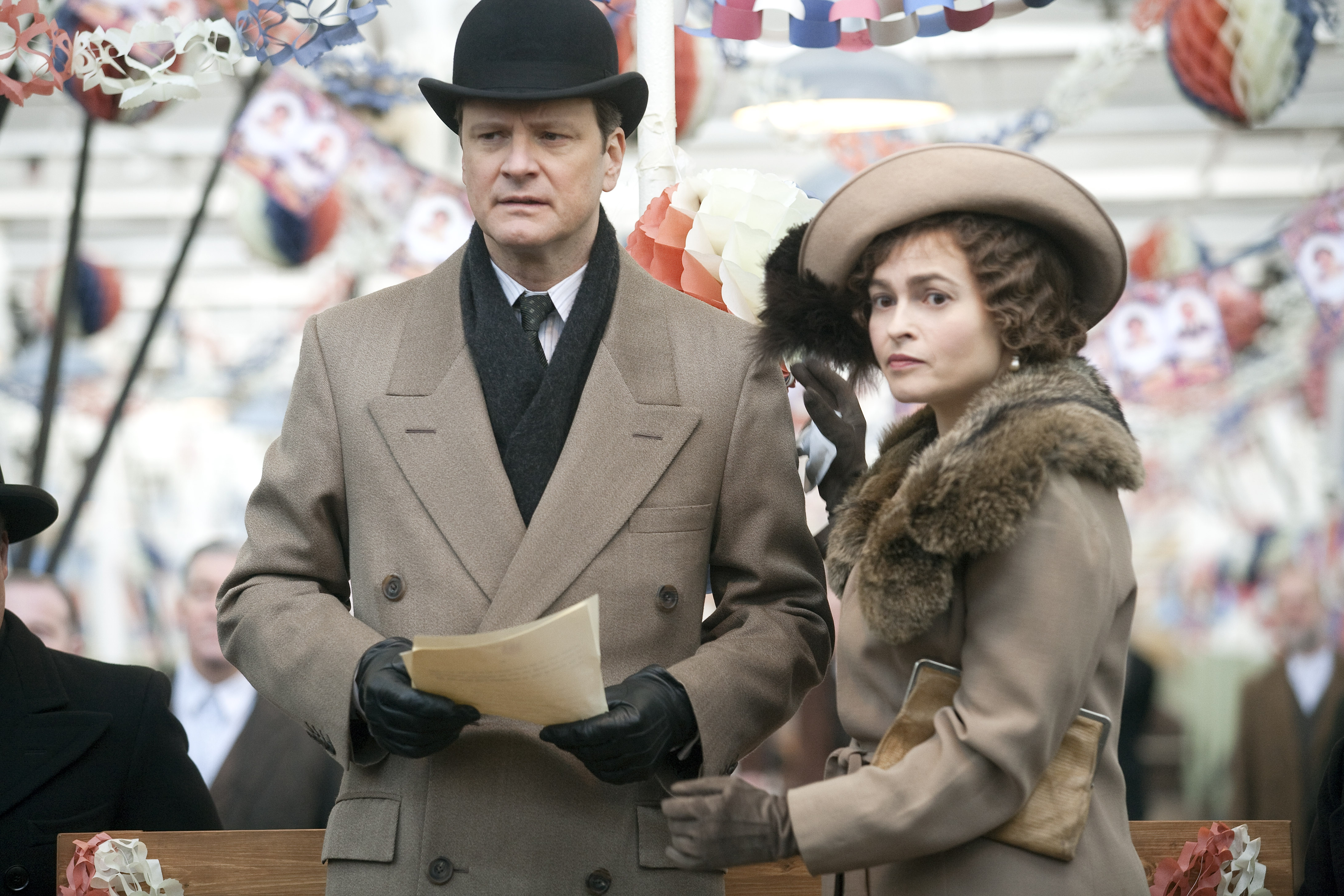
Колін Ферт і Гелена Бонем Картер у ролях герцога і герцогині Йоркських.

20 січня 1936 року помирає Георг V, і трон переходить до старшого брата Альберта, Девіда, проголошеного королем Едуардом VIII. Але новий монарх не має популярності в суспільстві через свої зв'язки з формально одруженою американкою Волліс Сімпсон, яка готується до розлучення. Після оголошення про намір одружитися з Волліс під тиском архієпископа Кентерберійського Космо Ленга і прем'єр-міністра Стенлі Болдвіна Едуард приймає рішення добровільно відмовитися від престолу, щоб не допустити політичної кризи в країні і залишитися з коханою. Берті від думки, що може стати королем, починає нервувати і його охоплює жах. Він розповідає про цю ситуацію Логу, кажучи, що спробує зберегти трон за братом. Але Лайонел заперечує йому і каже, що, можливо, саме Альберту місце на троні. Ці слова дуже не сподобалися Берті, він називає Лайонела державним зрадником, і оголошує, що лікувальних сеансів більше не буде.
10 грудня того ж року Едуард офіційно зрікається престолу і Альберт, як його наступник, сходить на престол як Георг VI. Єлизавета, яка стала королевою-консорт, просить чоловіка відновити консультації з Логом, щоб підготуватися до промови на коронації. Попри те, що, як з'ясувалося, Лайонел Лог не має ні ступеня доктора, ні навіть сертифіката про медичну освіту, Берті просить, щоб саме Лог, а не пропонований архієпископом інший фахівець, провів репетицію коронації у Вестмінстерському абатстві.
3 вересня 1939 року прем'єр-міністр Невілл Чемберлен оголошує війну Німеччині. Під керівництвом Лайонела король готує дев'ятихвилинне радіозвернення для згуртування свого народу в такий важкий час. Після цієї промови, яка мала колосальний успіх і яку зустріли оваціями працівники радіокомпанії, він і вся його сім'я вітали на балконі Букінгемського палацу захоплений натовп лондонців.

## У головних ролях
У фільмі Колін Ферт грає короля Георга VI, який працює з логопедом над покращенням свого мовлення і намагається позбутися заїкання, тоді як країна готується до війни. Гелена Бонем Картер грає його дружину королеву Єлизавету, а Джефрі Раш — логопеда.
- Колін Ферт[2] — Король Георг VI
- Гелена Бонем Картер[3] — Королева Єлизавета
- Гай Пірс — Король Едуард VIII
- Майкл Гембон — Король Георг V
- Джеффрі Раш[4] — Лайонел Лог
- Тімоті Сполл — Вінстон Черчилль
- Дженніфер Елі — Міртл Лог
- Дерек Якобі — Доктор Космо Ланґ
- Ентоні Ендрюс — Стенлі Болдвін
- Іві Бест — Волліс Сімпсон

## Визнання

### Нагороди і номінації

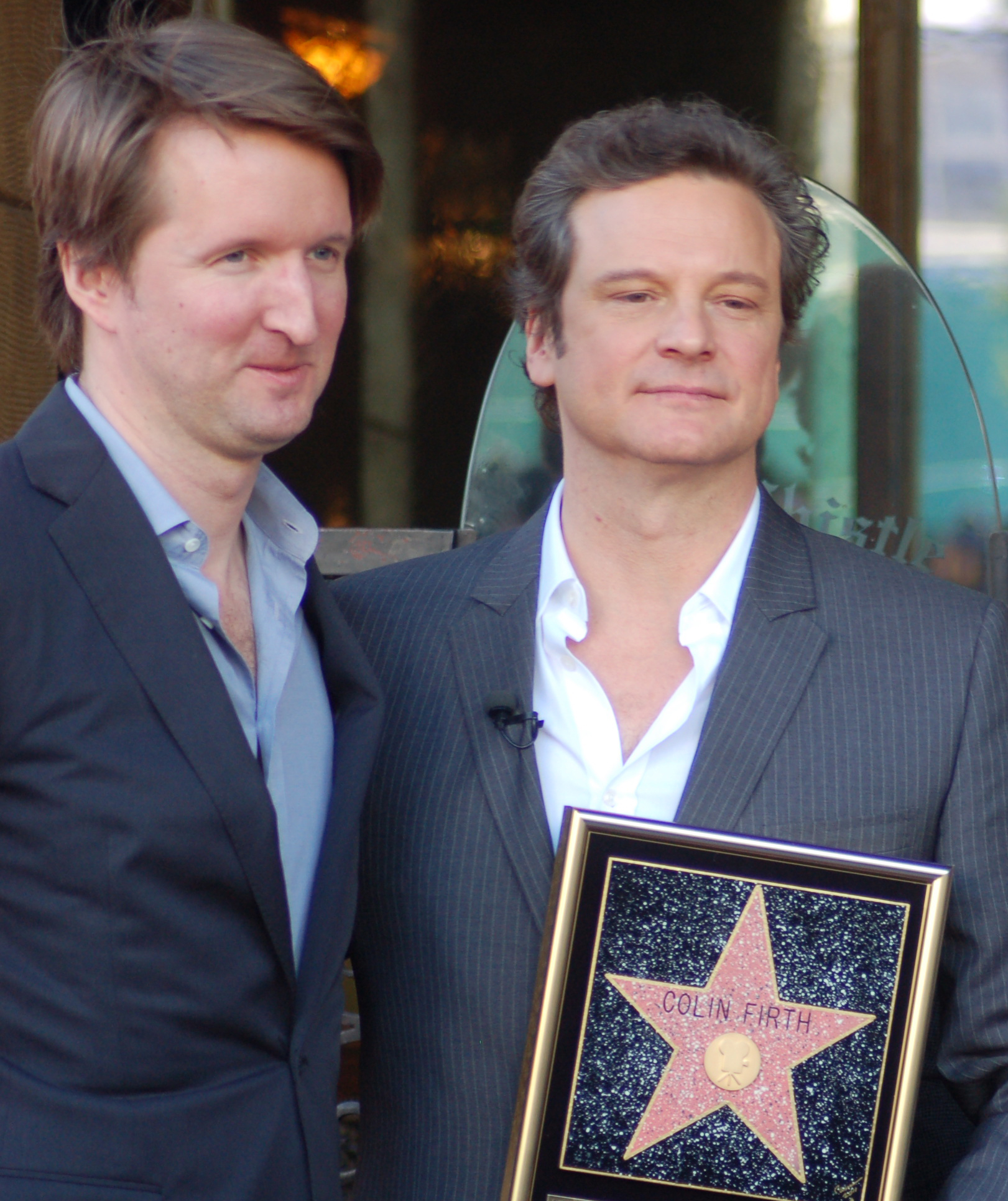
Том Гупер і Колін Ферт у січні 2011 року. Обоє отримали по декілька нагород за роботу над фільмом «Промова короля»

- На 83-й церемонії вручення премії «Оскар», фільм «Промова короля» здобув чотири «Оскари» за: «найкращий фільм», «найкращу чоловічу роль» (Колін Ферт), «найкращу режисерську роботу» (Том Гупер) та «найкращий оригінальний сценарій» (Девід Сейдлер). Крім цього був номінований за: «найкращу чоловічу роль другого плану» (Джефрі Раш), «найкращу жіночу роль другого плану» (Гелена Бонем Картер), «найкращу операторську роботу» (Денні Коен), «найкращий монтаж» (Тарік Анвар), «найкращий дизайн костюмів» (Дженні Бівен), «найкращу музику до фільму» (Александр Депла), «найкращий звук» (Пол Гамблін, Мартін Йенсен, Джон Мідґлі), «найкращу роботу художника-постановника» (Єва Стюарт, Джуді Фарр). Тобто фільм отримав 12 номінацій «Оскара», більше ніж будь-який інший фільм.

- На 64-й церемонії вручення премії «BAFTA», фільм «Промова короля» отримав сім нагород, включаючи «найкращий фільм», «найкращий британський фільм», «найкраща чоловіча роль» (Колін Ферт), «найкраща чоловіча роль другого плану» (Джеффрі Раш), «найкраща жіноча роль другого плану» (Гелена Бонем Картер), «найкращий оригінальний сценарій» (Девід Сейдлер) і «найкраща музика до фільму» (Александр Деспла). Фільм був номінований на 14 премій «BAFTA», більше ніж будь-який інший фільм.[5]

- На 68-й церемонії вручення премії «Золотий глобус» «Промова короля» отримала сім номінацій, більше ніж будь-який інший фільм. Але перемогу здобула лише в номінації за «найкращу чоловічу роль», яку отримав Колін Ферт.[6]

- На 17-й церемонії вручення премії Гільдії кіноакторів США Ферт отримав перемогу в номінації за «найкращу чоловічу роль», а всі актори перемогу в номінації за «найкращий акторський склад». Це означає, що Ферт повернувся додому з двома нагородами.[7] Гупер отримав премію Гільдії режисерів США за «найкращу режисерську роботу»,[8] а фільм нагороду Дерріла Ф. Занука у номінації за «найкращий фільм» на Гільдії продюсерів США 2010 року.[9]

Фільм «Промова короля» також виграв «Приз глядацьких симпатій» на міжнародному кінофестивалі в Торонто 2010 року, нагороду за «найкращий британський незалежний фільм» на Премії британського незалежного кіно 2010 року та премію Гойя 2011 року у номінації за «найкращий європейський фільм» від іспанської Академії кінематографічних мистецтв і наук.